# Rete tranviaria di Lourdes
La rete tranviaria di Lourdes è stato un sistema di trasporto pubblico della città francese di Lourdes, composto da quattro linee per un totale di quasi 6 km: la rete è stata inaugurata nel 1899 e chiusa nel 1930.

## Storia e descrizione
La Compagnie des tramways de Lourdes, una filiale della Société française de tramways électriques et de chemins de fer, fu fondata il 18 febbraio 1899 dal signor Joseph Maisonnabe, un investitore parigino, con lo scopo di creare una rete tranviaria a servizio della cittadina di Lourdes, sfruttando anche il vasto movimento turistico che si era sviluppato a seguito delle apparizioni mariane: la sede della società fu inizialmente posta a Parigi per poi essere spostata a Lourdes, presso l'avenue Saint-Joseph, dove poi sarà in seguito collocato il deposito e la centrale elettrica. La dichiarazione di pubblica utilità arriva l'8 ottobre 1899 e la messa in servizio della tranvia avviene lo stesso anno, coadiuvata da un sussidio cinquantennale per sostenere i costi di costruzione e di gestione: la rete, a trazione elettrica e a binario unico, venne armata con rotaie a scartamento metrico da trentasei chilogrammi e raggiungeva una pendenza massima del 9% e raggi di curvatura di diciannove metri. 

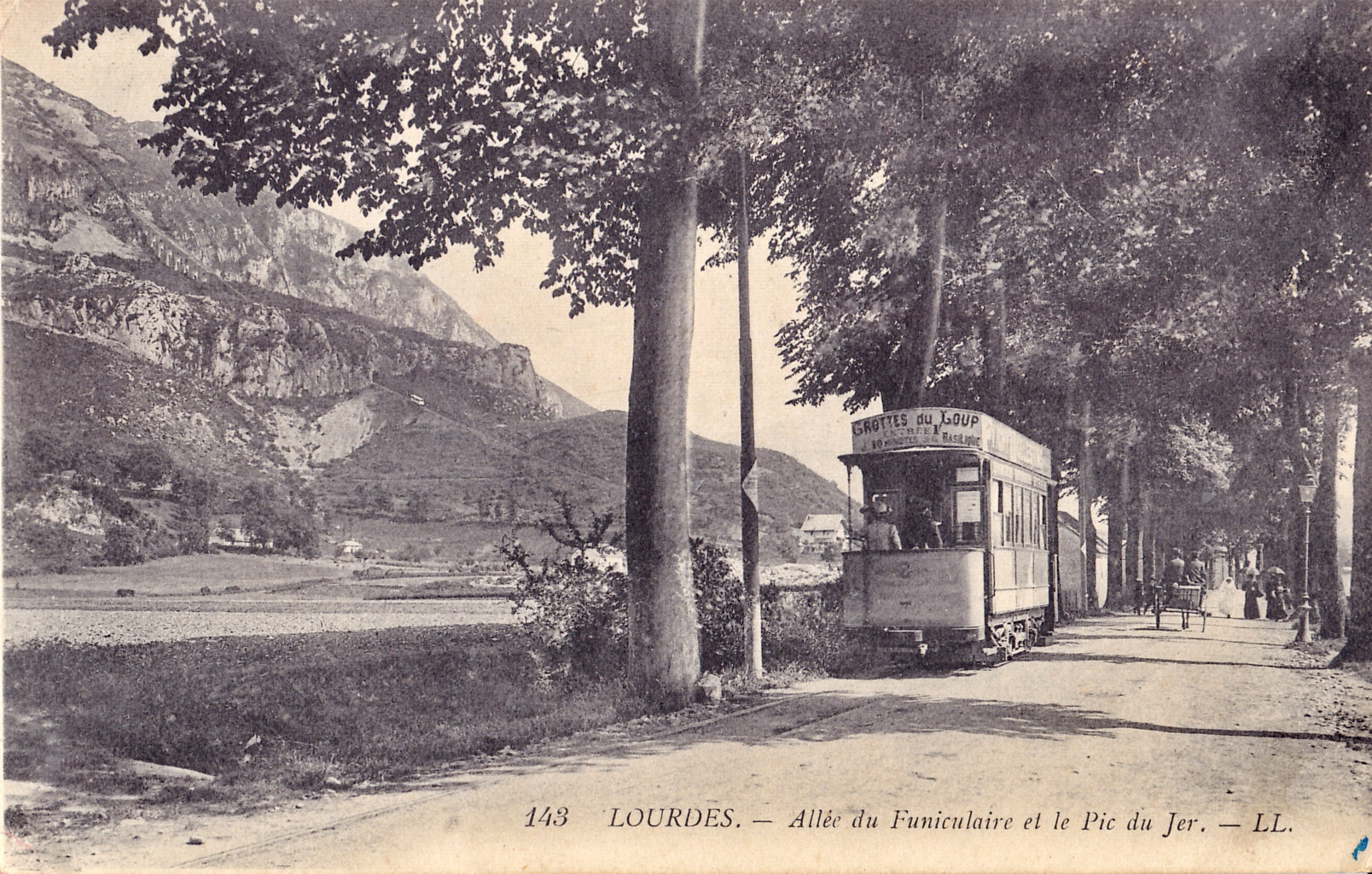
Il tram nei pressi della funicolare del Pic du Jer

Il servizio veniva espletato su quattro linee: la linea A andava dalla stazione ferroviaria fino alla grotta di Massabielle, la linea B aveva gli stessi capolinea della precedente, seguendo però un diverso percorso attraverso place Mercadal, la linea C andava dalla stazione fino alla zona di Soum, dove avveniva l'interscambio con la ferrovia Lourdes - Pierrefitte-Nestalas e con la funicolare del Pic du Jer e la linea D, che andava da Soum alla grotta: questa linea fu in seguito modificata viaggiando sui binari della linea B e C. Il traffico viaggiatori non raggiunse mai grossi livelli, aumentando soprattutto nella stagione estiva quando la città era affollata dai pellegrini in visita al santuario mariano: durante questo periodo, dal capolinea della stazione ferroviaria, erano previste le partenze di dodici tram all'ora ed il biglietto aveva un costo di quindici centesimi, mentre nella stagione invernale, le partenze dello stesso capolinea diminuivano fino ad un totale di quattro partenze all'ora e il costo del biglietto scendeva a dieci centesimi. Proprio lo scarso traffico viaggiatori, sommato agli alti costi di manutenzione ed al grosso deficit accumulato dalla società nel corso degli anni, portano alla chiusa della tranvia nel 1930, sostituita da un servizio autobus.
Al momento dell'apertura il parco rotabili era composto da venti motrici da quaranta posti ciascuna, di cui venti a sedere, e sei rimorchi da trentadue posti; nel 1928, il numero di motrici salì a ventisei, mentre restò immutato quello dei rimorchi: i tram potevano raggiungere una velocità commerciale di quindici km/h.